# Pranama
Pranāma (sánscrito: प्रणाम, praṇāma, "reverencia, postración o reverencia") es una forma de saludo respetuoso o reverencial (o reverencia reverencial) ante algo u otra persona, generalmente los mayores, el esposo o los maestros, así como cualquier persona profundamente respetada como una deidad, que se encuentra en la cultura india y en las tradiciones hindú, budista, jainista y sij.
El gesto, también conocido como gesto de disculpa con la mano, también se usa como disculpa en diferentes situaciones.

## Etimología
Pranama se deriva de pra (sánscrito: प्र) y ānama (sánscrito: आनम); pra como prefijo significa "adelante, al frente, antes, mucho o mucho", mientras que ānama significa "doblar o estirar". Pranama combinado significa "doblarse, inclinarse al frente" o "doblarse mucho" o "postrarse". En términos culturales, significa "saludo respetuoso" o "inclinación reverencial" ante otro, generalmente ancianos o maestros o alguien profundamente respetado, como una deidad.

## Costumbres
Se encuentra en la cultura india y las tradiciones hindúes.

### Tipos de Pranama
Hay seis tipos de Pranam:

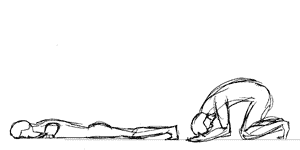
Ashtanga y Panchanga Pranama

- Ashtanga (sánscrito: अष्टाङ्ग, lit. ocho partes) - Uras (pecho), Shiras (cabeza), Drishti (ojos), Manas (atención), Vachana (habla), Pada (pies), Kara (mano), Jahnu (rodilla).
- Shashthanga (sánscrito: षष्ठाङ्ग, lit. seis partes): tocar el suelo con los dedos de los pies, las rodillas, las manos, la barbilla, la nariz y la sien.
- Panchanga (sánscrito: पञ्चाङ्ग, lit. cinco partes): tocar el suelo con las rodillas, el pecho, la barbilla, la sien y la frente.
- Dandavat ( sánscrito : दण्डवत्, lit. stick ): inclinar la frente hacia abajo y tocar el suelo.
- Namaskara ( sánscrito : नमस्कार, lit. adoración ) - manos juntas tocando la frente. Esta es una forma más común de saludo y saludo expresado entre personas.[4][5]
- Abhinandana ( sánscrito : अभिनन्दन, lit. felicitaciones ) – inclinándose hacia adelante con las manos juntas tocando el pecho.

## Como disculpa
Es una costumbre hindú disculparse en forma de un gesto con la mano derecha cuando el pie de una persona toca accidentalmente un libro o cualquier material escrito (que se considera una manifestación de la diosa del conocimiento Saraswati), dinero (que se considera como una manifestación de la diosa de la riqueza Lakshmi) o la pierna de otra persona. La persona infractora toca primero el objeto con la yema de los dedos y luego la frente y/o el pecho.

## Formas relacionadas de saludos
Una forma de pranama es Charanasparsha (sánscrito: चरणस्पर्श, literalmente, tocar los pies), una reverencia combinada con tocar los pies, como una señal de respeto. Se puede ver en los templos durante Ddarshana. Este tipo relacionado de pranama es más común en la cultura india. Se hace para mostrar respeto hacia las personas mayores como padres, abuelos, parientes mayores, maestros y santos.[cita requerida] 